# Світильний газ

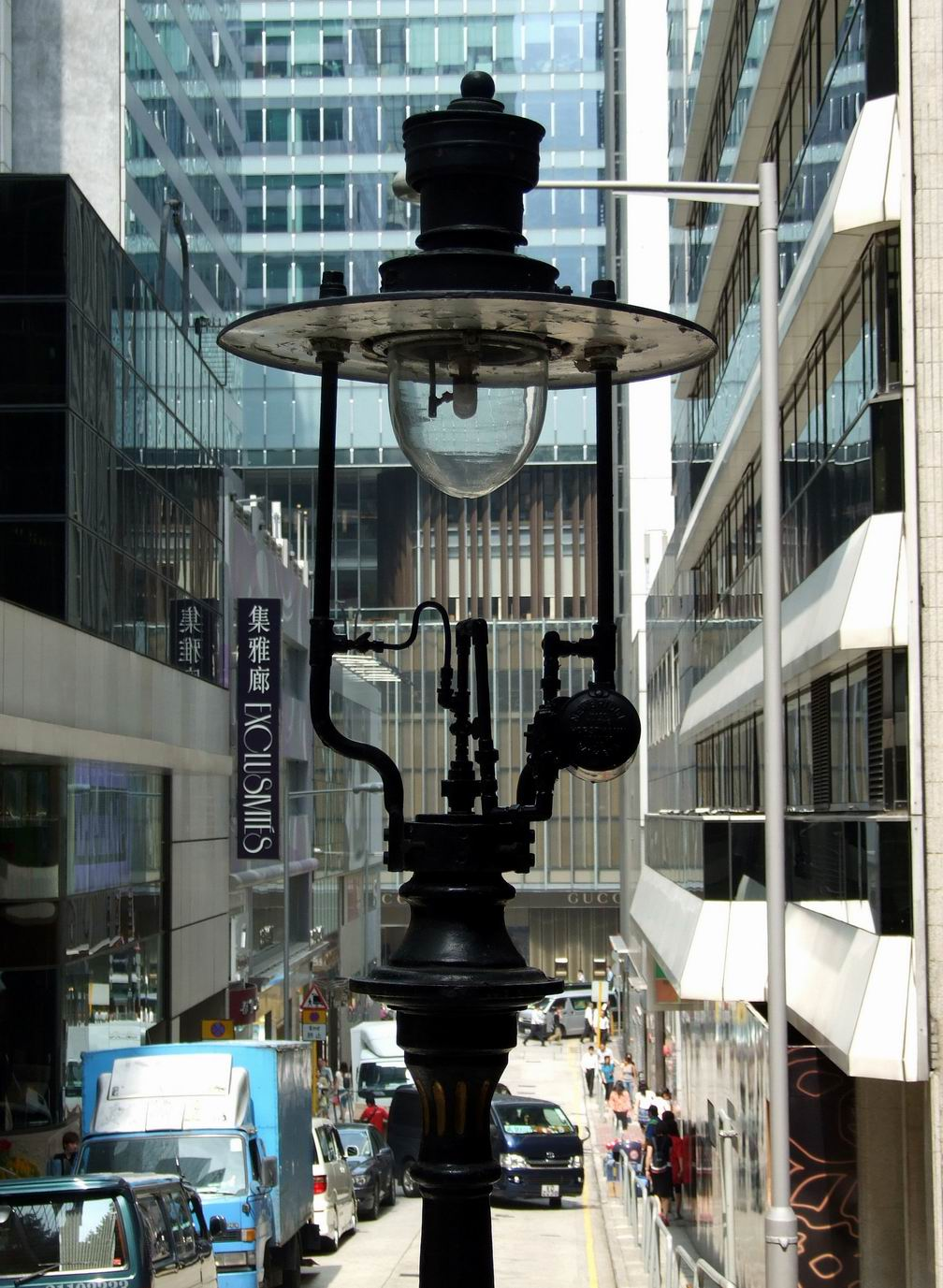
Вулична газова лампа DuddellStreet в Гонконгзі

Світильний газ (міський газ, кам'яновугільний газ) — суміш водню (50 %), метану (34 %), окису вуглецю (8 %) та інших горючих газів, що отримується при піролізі кам'яного вугілля або нафти.
З коркових відходів окрім бензолу та нафталіну одержують світильний газ. Світильним газом раніше освітлювали вулиці і будинки, а в 1960-х роках використовувався як паливо на заводах.
 Світильний газ може застосовуватися в автомобільних двигунах.
Зріджений світильний газ іноді називають блаугаз — за іменем винахідника, німецького інженера Блау.
Китайці стали використовувати природний газ як паливо і джерело світла в IV столітті до нашої ери.

## Використання
У 1768 р. німець Штиль отримав патент на очищення коксового газу та його використання. У 1784 р. англієць Дандональд створив герметичну реторту для нагріву вугілля без доступу повітря із застосуванням зовнішнього нагрівання. З цієї реторти газ відводився таким чином, що змішування із продуктами спалювання не відбувалось.
У 1792 р. англійський інженер Вільям Мердок (конструктор першого англійського паротягу) газом з реторти освітив свій будинок, а в 1799 р. — машинобудівний завод біля Бірмінгему, що дало йому можливість організувати багатозмінну роботу практично всіх цехів. Світильний газ в найкоротший термін знайшов собі широкий вжиток — для освітлення великих міст та заводів.
У 1819 р. Гарден вилучив нафталін С10Н8 із смоли, яка конденсувалась при охолодженні світильного газу. Для зменшення кіптяви при спалюванні газу його додатково промивали конденсованою смолою, при цьому з газу абсорбувались ароматичні вуглеводні, і в 1825 р. великий англійський вчений М. Фарадей виділив з такої смоли бензол С6Н6, потім був отриманий антрацен С14Н10 (Дюма та Лоран, Франція, 1832 р.) та інші речовини.
У 1835 р. відбувся запуск газового заводу у Санкт-Петербурзі — першого вуглехімічного підприємства на території Російської імперії. Вугілля для роботи заводу привозили морем з Англії. Отримуваний газ використовували для освітлення найбільших будівель та вулиць міста. Цей газ містив велику кількість водню тому легко займався у порівнянні з використовуваним раніше твердим паливом.
У Львові міське управління уклало угоду з товариством з німецького міста Дассау на будівництво першої на теренах України газовні (1854). Товариство отримало на 25 років виключне право освітлювати газом вулиці. Надалі місто могло викупити газівню, або отримати її безкоштовно у володіння ще через 15 років. Газівня запрацювала 1 вересня 1858 року.
7 квітня 1864 року між Одеською міською розпорядчою Думою та підлеглим Баварії Августом Рідінгером було підписано контракт про будівництво в Одесі газового заводу. На цьому заводі, після його введення в експлуатацію, вироблявся світильний газ для освітлення вулиць міста. До 1917 загальна довжина газопроводів в Одесі становила понад 80 км, а ліхтарів газового освітлення по місту було понад дві тисячі.
Світильний газ був першим паливом, застосованим на ДВЗ Жака Ленуара, а перший промисловий зразок цього двотактного двигуна було створено у 1860 році.
Після другої половини 1800-х років використовувалось багато стаціонарних двигунів, які працювали на світильному газі.
В 1892 році німецький інженер випробовував у Німеччині трамвайний вагон з двигуном, який працював на світильному газі. До того часу світильний газ для руху трамваїв почали використовувати також в окремих містах Франції, Англії і США.
На середину 1937 року в Москві було заплановано побудувати і запустити в експлуатацію першу газороздатну станцію світильного газу для заправки ним автомобілів на газоподібному паливі. А за наказом Наркоммашу в СРСР випуск першої дослідної партії із 40 вантажівок і автобусів, які працюють на стиснутих газах (в тому числі світильному газі), і 5 вантажівок на зріджених газах (пропан, бутан) назначався на 1 вересня 1938 року.
До 2 десятиліття XX століття світильний газ використовувався для освітлення вулиць. У 2011 році існують програми з вуличного освітлення природним газом, особливо в Німеччині. Газ також використовується як засіб освітлення в деяких місцях, які є занадто далеко розташовані, щоб вони могли бути забезпечені електрикою.